# فرودگاه شهری اندرسن
فرودگاه شهری اندرسن (به انگلیسی: Anderson Municipal Airport) (به زبان بومی: Darlington Field) یک فرودگاه همگانی بهره‌برداری هوایی با کد یاتا AID است که یک باند فرود آسفالت دارد و طول باند آن ۱۶۴۶ متر است. این فرودگاه در شهر اندرسون، ایندیانا کشور ایالات متحده آمریکا قرار دارد و در ارتفاع ۲۸۰ متری از سطح دریا واقع شده است.